# Ладыженская, Ольга Александровна
О́льга Алекса́ндровна Лады́женская (7 марта 1922, Кологрив, Костромская губерния, РСФСР — 12 января 2004, Санкт-Петербург) — советский и российский математик, специалист в области математической физики, теоретической гидродинамики, дифференциальных уравнений, академик АН СССР (1990), академик РАН (1991).
Автор более двухсот научных работ, среди которых шесть монографий.

## Биография
Родилась в семье школьного учителя математики, бывшего офицера русской армии. Её дед по отцовской линии, Иван Александрович Ладыженский, был братом известного русского художника, академика живописи Г. А. Ладыженского.
В 1939 году пыталась поступить на математико-механической факультет Ленинградского университета (ЛГУ), но не была принята, будучи дочерью репрессированного (её отец А. И. Ладыженский был расстрелян в 1937 году, дядя — главный инженер завода «Ижсталь» — Н. И. Ладыженский также репрессирован и погиб в лагере, впоследствии об их судьбах было рассказано в «Архипелаге Гулаг» А. И. Солженицына, а сама она упомянута автором в списке 257 «свидетелей Архипелага»). Поступила в Ленинградский педагогический институт, два курса которого окончила к началу войны (1941), сдав и некоторые экзамены за третий и четвёртый курсы.
В 1943 году поступила на механико-математический факультет Московского государственного университета, который окончила с отличием в 1947 году (научный руководитель — И. Г. Петровский).
Преподавала в математическом кружке при МГУ.
В этом же году вышла замуж и переехала в Ленинград, где окончила аспирантуру в ЛГУ под руководством С. Л. Соболева. В 1949 году защитила кандидатскую диссертацию. В 1950 году перешла на работу на физический факультет ЛГУ. В 1954 году стала сотрудником Ленинградского отделения Математического института им. В. А. Стеклова АН СССР (ЛОМИ). В 1954 году стала доктором физико-математических наук.
С 1955 года до конца жизни — профессор кафедры высшей математики и математической физики физического факультета ЛГУ. Читала спецкурс «Теория краевых задач», вела спецсеминар «Нелинейные краевые задачи». С 1962 года — заведующая лабораторией математической физики ПОМИ РАН — главный научный сотрудник.
С 29 декабря 1981 года — член-корреспондент АН СССР по Отделению математики. С 15 декабря 1990 года — академик АН СССР.
В 1990—1998 годах — президент Санкт-Петербургского математического общества. Почётный член Санкт-Петербургского математического общества.
Член Европейской Академии. Член Национальной академии деи Линчеи (Италия, 1989). Иностранный член Немецкой академии естественных наук Леопольдина (1985) и Американской академии наук и искусств в Бостоне (2001). Почётный доктор Боннского университета.
Муж А. А. Киселев. Брак бездетный.

## Научная деятельность
Математические работы О. А. Ладыженской, одной из выдающихся математиков XX века, охватывают широкий спектр задач и проблем теории дифференциальных уравнений в частных производных, в том числе решение 19-й и 20-й проблем Гильберта (для уравнений второго порядка), работы по теории устойчивости задач гидродинамики. Выдвинутые О. А. Ладыженской концепции во многом определили развитие и современное состояние математической физики.
Труды О. А. Ладыженской широко известны за рубежом и получили высокую оценку. Её математические работы часто цитируются в англоязычной математической литературе по теории дифференциальных уравнений в частных производных и математической физике. Автор более 250 работ, в том числе 6 монографий и учебника «Краевые задачи математической физики».

## В творчестве А. И. Солженицына
В «Архипелаге Гулаг» Александр Солженицын включил Ольгу Александровну Ладыженскую в список 257 свидетелей, «чьи рассказы, письма, мемуары и поправки использованы при создании этой книги». Возможно, с её слов описана судьба её отца, кологривского учителя А. И. Ладыженского, которого предупредил неизвестный: «Александр Иванович, уезжай, ты в списках», но он не поверил, остался и был арестован через несколько дней, и судьба её дяди, главного инженера военных ижевских заводов Николая Ивановича Ладыженского, которого сначала арестовали за то, что считал суммы, отпущенные заводу, недостаточными, потом выпустили под домашний арест, потому что некому было работать, а потом арестовали «за неправильное использование сумм», которых так и не хватило.

## Избранные труды
Книги
- Ладыженская О. А. Смешанная задача для гиперболического уравнения. — М.: ГНТТЛ, 1953.
- Ладыженская О. А. Математические вопросы динамики вязкой несжимаемой жидкости. — М.: ГНФМЛ, 1961. (второе издание М.: Наука, 1970.)
- Ладыженская О. А., Уральцева Н. Н. Линейные и квазилинейные уравнения эллиптического типа. — М.: Наука, 1973.
- Ладыженская О. А., Солонников В. А., Уральцева Н. Н. Линейные и квазилинейные уравнения параболического типа. — М.: Наука, 1973.

Статьи
1. Математические вопросы динамики вязкой несжимаемой жидкости. — М.: Государственное издательство физико-математической литературы, 1961.
2. Краевые задачи математической физики. — М.: Наука, Гл. ред. физико-математической лит-ры, 1973.
3. with N. Uraltseva. Linear and Quasilinear Elliptic Equations. — Moscow: Izdat. Nauka, 1964; Engl. trans., New York-London: Academic Press, 1968.
4. The Mathematical Theory of Viscous Incompressible Flow. — Moscow: Gosudarstv. Izdat. Fiz.-Mat. Lit., 1961; Engl. trans., New York-London-Paris: Gordon and Breach, Science Publishers, 1969.
5. with V. A. Solonnikov and N. N. Uraltseva. Linear and Quasilinear Equations of Parabolic Type. — Moscow: Izdat. Nauka, 1968; Engl. trans., Translations of Mathematical Monographs, Vol. 23. Providence, R.I.: American Mathematical Society, 1967.
6. Solution ‘in the large’ of the nonstationary boundary value problem for the Navier-Stokes system with two space variables // Comm. Pure Appl. Math., 12 (1959), P. 427—433.

## Награды и премии
- Премия имени П. Л. Чебышёва (совместно с Уральцевой Ниной Николаевной) (1966) — за работу «Линейные и квазилинейные уравнения эллиптического типа»
- Государственная премия СССР (1969)
- Премия имени С. В. Ковалевской (1992) — за цикл работ «Аттракторы для полугрупп и эволюционных уравнений»
- Нётеровская лекция (1994)
- Лекция Джона фон Неймана (1998)
- Орден Дружбы (1999)
- Большая золотая медаль имени М. В. Ломоносова (2002) — за выдающиеся достижения в области теории дифференциальных уравнений в частных производных и математической физике
- Премия Правительства Санкт-Петербурга и Санкт-Петербургского Научного центра РАН имени А. Ф. Иоффе

## Память
- Похоронена на Комаровском кладбище
- В Санкт-Петербургском математическом обществе учреждена стипендия имени О. А. Ладыженской[12]
- Национальный комитет математиков России совместно с Санкт-Петербургским государственным университетом и оргкомитетом Международного математического конгресса учредили медаль Ладыженской в ноябре 2021 года (в честь 100-летия со дня рождения)[13].
- В ознаменование 100-летия со дня рождения О. А. Ладыженской  в 2022 году учреждена ежегодная (читающаяся в начале марта) лекция в ее честь[14].

## Адреса в Санкт-Петербурге
- Вёсельная ул., д. 10[15].